# Verwaltungsgemeinschaft Rothenburg ob der Tauber
In der Verwaltungsgemeinschaft Rothenburg ob der Tauber im mittelfränkischen Landkreis Ansbach haben sich folgende Gemeinden zur Erledigung ihrer Verwaltungsgeschäfte zusammengeschlossen:
1. Adelshofen, 915 Einwohner, 27,18 km²
2. Gebsattel, 1723 Einwohner, 19,12 km²
3. Geslau, 1332 Einwohner, 41,96 km²
4. Insingen, 1216 Einwohner, 21,32 km²
5. Neusitz, 1988 Einwohner, 13,78 km²
6. Ohrenbach, 562 Einwohner, 22,74 km²
7. Steinsfeld, 1239 Einwohner, 31,80 km²
8. Windelsbach, 1065 Einwohner, 38,47 km²

Die Verwaltungsgemeinschaft hat ihren Sitz in Rothenburg ob der Tauber. Alle Teile zählen zur Metropolregion Nürnberg.
Das Gebiet der Verwaltungsgemeinschaft Rothenburg ob der Tauber zählt zu den flächengrößten Verwaltungsgemeinschaften in Bayern. Geografisch entspricht es im Wesentlichen der nördlichen Hälfte des früheren, im Jahre 1972 aufgelösten Landkreises Rothenburg ob der Tauber. Das Gebiet wird im Westen durch die Landesgrenze zu Baden-Württemberg und das Taubertal abgegrenzt. Im Norden befindet sich die so genannte „Landwehr“, ein Gebiet, das geschichtlich sehr eng mit der ehemals freien Reichsstadt Rothenburg verbunden ist. Der östliche Teil wird von der Frankenhöhe mit dem gleichnamigen Naturpark durchzogen.
Die Verwaltungsgemeinschaft Rothenburg ob der Tauber wurde im Zuge der kommunalen Gebietsreform mit Wirkung vom 1. Mai 1978 gebildet. Ihr gehören acht Mitgliedsgemeinden mit zusammen 78 Gemeindeteilen an. Mit der Neubildung größerer, eigenständiger Gemeinden hatte die landesweite Gebietsreform 1972/78 im Wesentlichen die Stärkung der Verwaltungskraft und der finanziellen Leistungsfähigkeit der Kommunen mit gleichzeitiger Verlagerung der Verwaltungsaufgaben auf die neue Institution „Verwaltungsgemeinschaft“ zum Ziel. Dabei waren naturgemäß eine Reihe von Problemen auch organisatorischer Art zu überwinden, denn die jetzigen Mitgliedsgemeinden mit durchschnittlich 1.271 Einwohnern wurden aus 31 früher selbständigen Gemeinden mit durchschnittlich 280 Einwohnern gebildet. Davon zählten damals Burghausen (65 Einw.) und Poppenbach (72 Einw.) zu den kleinsten Gemeinden in Bayern.
Der Jahreshaushalt mit 981.657 € (Haushaltsjahr 2006) wird unter anderem mit einem Umlagesatz von 66,50 € je Einwohner finanziert. Das Gesamthaushaltsvolumen der Mitgliedsgemeinden und Volksschulverbände beträgt zirka 20 Millionen €.
Die Mitgliedsgemeinden sind vorwiegend landwirtschaftlich strukturiert. Neben mittelständischen Handwerks- und Gewerbebetrieben sind nur wenige Industriebetriebe vorhanden, weshalb die Steuerkraft der Gemeinden verhältnismäßig gering ist. Die durchschnittlichen Realsteuersätze betragen bei der Grundsteuer A 415 vom Hundert, bei der Grundsteuer B 410 vom Hundert und bei der Gewerbesteuer 314 vom Hundert (Stand: 1. Januar 2006). Die Gemeinden mussten, vor allem bedingt durch die vielen Gemeindeteile, in den letzten Jahren relativ hohe Aufwendungen für Einrichtungen der Infrastruktur aufbringen, beispielsweise für die gemeindedurchschnittlichen 30,50 Kilometer Gemeindestraßen (Stand: 1. Januar 2006). Der Tourismus hat sich im Laufe der letzten Jahre teilweise recht beachtlich entwickelt, insbesondere in der Gemeinde Geslau mit dem Programm „Erlebnisfarmen“, in der Gemeinde Windelsbach mit dem Programm „Ferien auf dem Bauernhof“ und im Taubertal.
Der zu Adelshofen gehörende Gemeindeteil Tauberzell ist neben Rothenburg der einzige Weinbauort im Landkreis Ansbach.